# Барвоз
Барвоз — джамоат в Рошткалинском районе Горно-Бадахшанской автономной области Таджикистана.
Расположен в ущельях реки Шахдара и её притоков: Вездара, Шарадара и Шивоздара. Высота над уровнем моря порядка 1800 м.

## Селения джамоата
| Русское название   | Таджикское название | Джамоат/Сельсовет тыс. чел. (2015) |
| ------------------ | ------------------- | ---------------------------------- |
| кишлак Миденвед    | деҳаи Миденвед      | Барвоз                             |
| кишлак Сордж       | деҳаи Сорҷ          | Барвоз                             |
| кишлак Амбав       | деҳаи Амбав         | Барвоз                             |
| кишлак Вездара     | деҳаи Вездара       | Барвоз                             |
| кишлак Бидизи-Боло | деҳаи Бидизи Боло   | Барвоз                             |
| кишлак Шивоз       | деҳаи Шивоз         | Барвоз                             |
| кишлак Занудж      | деҳаи Зануҷ         | Барвоз                             |
| кишлак Падед       | деҳаи Падед         | Барвоз                             |
| кишлак Синдев      | деҳаи Синдев        | Барвоз                             |
| кишлак Шохиризм    | деҳаи Шохиризм      | Барвоз                             |
| кишлак Чандин      | деҳаи Чандин        | Барвоз                             |
| кишлак Лесхоз      | деҳаи Лесхоз        | Барвоз                             |